# Jagst
Jagst er en flod i  den tyske delstat Baden-Württemberg. Floden har sit udspring nær Walxheim i Schwabisk Alb og løber ud i Neckar i Bad Friedrichshall efter 203 kilometer. Jagst løber næsten parallelt med Kocher, derfor er de ofte nævnt som «søskendefloder», og det er også grunden til, at begge floder ikke fører meget vand i forhold til deres længde. Jagst konkurrerer delvist også med Tauber, som løber mod nord til Main. De vigtigste byer langs floden er Ellwangen, Crailsheim, Möckmühl, hvor Jagst møder sin største biflod, Seckach, samt Bad Friedrichshall. 
Jagsts dal har bratte skråninger og bruges til en del vinavl, selv om de fleste af vingårdene er nedlagte og nu er værdifulde habitater for sjældne dyre- og plantearter. Langs floden lever der isfugle og storke og ofte også fiskehejrer.
Klosterkirken i Schöntal er nok den vigtigste kulturelle seværdighed i Jagstdalen. Jagsthausen var hjemsted for Götz von Berlichingen, en kendt stridbar schwabisk ridder og embedsmand samt et symbol på modstand mod øvrigheden. 

## Galleri
- Kilden
- Jagst ved Langenburg i Hohenlohe
- Kirchberg i Jagstdalen

- Jagst i Dörzbach
- Jagstdalen med vingårde
- Möckmühl

- Jagst ved Möckmühl
- Jagst ved Untergriesheim
- Jagst møder Neckar i Bad Friedrichshall